# Illeville-sur-Montfort
Illeville-sur-Montfort es una localidad y comuna francesa situada en la región de Alta Normandía, departamento de Eure, en el distrito de Bernay y cantón de Montfort-sur-Risle.

## Demografía
| 392 | 372 | 357 | 526 | 680 | 664 |
| Para los censos de 1962 a 1999 la población legal corresponde a la población sin duplicidades (Fuente: INSEE [Consultar]) |     |     |     |     |     |

## Administración

### Alcaldes
- De 1983 a 1995: Lionel Lerouge
- De 1995 a 2008: Michel Guedon
- Desde marzo de 2008: Marie Astrid Soroka

### Entidades intercomunales
Illeville-sur-Montfort está integrada en la Communauté de communes Val de Risle . Además forma parte de diversos sindicatos intercomunales para la prestación de diversos servicios públicos:
- S.A.E.P du Roumois : captación, tratamiento y distribución de aguas.
- Syndicat de l'électricité et du gaz de l'Eure (SIEGE) .

### Riesgos
La prefectura del departamento de Eure incluye la comuna en la previsión de riesgos mayores  por:
- Presencia de cavidades subterráneas.
- Riesgos derivados del transporte de mercancías peligrosas.